# Дабо, Бубакар Сидик
Бубакар Сидик Дабо (фр. Boubacar Sidik Dabo; род. 10 октября 1997 года, Кандьюнку, Седиу, Сенегал) — сенегальский футболист, вингер гибралтарского клуба «Линкольн Ред Импс».

## Карьера
В футбол начинал играть в низших дивизионах Испании. Провёл пять лет, выступая за различные команды Терсеры, сменив четыре клуба. В феврале 2022 года перешёл в фарерский клуб «Б-68». Дебютировал 13 марта в домашней игре со «Скоалой», выйдя в стартовом составе и отдав пас на первый гол Себастьяна Лау. Первый гол забил также в ворота «Скоалы» во встрече 19 июня, сравняв счёт. 14 августа в игре с «07 Вестур» оформил первый в карьере хет-трик. 20 июня 2023 года покинул команду, однако уже 17 августа вернулся в состав клуба. В том сезоне с «Б-68» дошёл до финала Кубка Фарерских островов, где уступил «ХБ Торсхавн». В феврале 2024 года присоединился к «ЭБ/Стреймур». Дебютировал 17 марта в домашнем матче против своей предыдущей команды, отдав передачу на гол Тёки Йоханнесена. Первый гол забил 6 июля в ворота «ИФ Фуглафьёрдур», принеся своей команде победу. 1 августа 2025 года покинул команду, перейдя в гибралтарский «Линкольн Ред Импс», с которым подписал контракт 4 августа.